# Grad Heidelberg
Grad Heidelberg je ena izmed najbolj znanih nemških ruševin in znamenitost mesta Heidelberg. Do njegovega uničenja v devetletni vojni je bila rezidenca Pfalških volilnih knezov. Uničenje so povzročili vojaki Ludvika XIV.. Leta 1689 in 1693 je bil grad le delno obnovljen. Ruševine iz rdečega peščenjaka iz doline Neckar se dvigajo 80 metrov nad dolino na severnem pobočju Königstuhla in od tam obvladujejo podobo starega mestnega jedra. Del palače, ki jo je zgradil Ottheinrich von der Pfalz, je eden od najpomembnejših renesančnih objektov v Nemčiji. 

## Zgodovina

### Zgodnja zgodovina
Okoli leta 1182 je Konrad der Staufer, polbrat cesarja Friderika I. Barbarose in od leta 1156 grof Palatina, preselil svoj dvor iz gradu Stahleck pri Bacharachu na grad Heidelberg. 
Heidelberg se prvič omenja v listini leta 1196. Grad nad Heidelbergom (»castrum in Heidelberg cum Burgo ipsius castri«) je naveden leta 1225, ko je Ludvik I. prejel ta grad od škofa Henrika iz Wormsa kot fevd. Leta 1214 ga zasede vojvoda Bavarske iz družine Wittelsbach.
O nekem gradu je nazadnje govora leta 1294. V dokumentu iz leta 1303 sta prvič navedena dva gradova: zgornji grad, kot majhnem Gaisberg pri Molkenkuru in spodnji grad na Jettenbühlu, vse na pobočju Königstuhla. Dolgo časa je prevladalo mnenje, da sodi izgradnja spodnjega gradu v obdobje 1294 - 1303, vendar so v drugi polovici arhitekturne raziskave iz 19. stoletja prišli do zaključka, da so stavbe tukaj nastale v 15. stoletju. Zaradi arhitekturnih najdb iz nedavne raziskave bavarskih arheologov, se pojav spodnjega gradu zdaj datira v prvo polovico 13. stoletja. Leta 1897 so odkrili zazidano pozno romansko okno v pregradi med stekleno dvorano in Friderikovo gradnjo. Leta 1976 so napredovala izkopavanja na severovzhodnem vogalu Ruprehtove zgradbe v eni iz leta 1400 naloženi plasti ruševin, kjer so našli fragment okna v obliki deteljastega loka, kot je bilo najdeno v podobni obliki v arkadnih oknih gradu Wildenberg. Arheološke preiskave izvedene v letu 1999 na področju Ludvikove gradnje, so dale dokaze o pozidavi v prvi polovici 13. stoletja. 
Najstarejša dela, ki omenjajo grad Heidelberg, so:
- Tezaver Pictuarum, Pfalški cerkveni svet, Markus iz Lamba (1559-1606)
- Annales Academici Heidelbergenses heidelberški bibliotekar in profesor Lambert Ludolph Helm (Pithopoeus) (1587 začel)
- Originum Palatinarum Commentarius Marquarda Freherja (1599)
- Teutsche Reyssebuch Martina Zeilerja (Strasbourg 1632, kot Itinerarium Germaniae ponatis leta 1674)

Vsa ta dela so površna in ne vsebujejo nič resnega. Drugače je z Merian Topographia Palatinatus Rheni iz 1615, v njej volilni knez Ludvik V. to imenuje »sto in nekaj let nazaj so začeli nov grad graditi«. Večina opisov gradu je iz 18. stoletja. Prizadevanje za ugotovitev ustanovitve gradu bolj nazaj kasneje vodi do indicev, da je že Rupert I. zgradil znano dvorno kapelo na Jettenbühlu.

### Palača kraljev
Ko je Rupert III. Nemški postal kralj (cesar) Nemčije leta 1401, je bil grad tako majhen, da je ob vrnitvi iz kronanja moral ostati v Avguštinskem samostanu, na mestu današnjega Univerzitetnega trga. Ker je želel več prostora za svoje spremstvo in dvor in očarati svoje goste, ter zagotoviti tudi dodatno obrambo, je grad spremenil v trdnjavo.
Po Ruprehtovi smrti leta 1410, je bila njegova zemlja razdeljena med njegove štiri sinove. Pfalz je bil dan najstarejšemu sinu Ludviku III., volilnemu knezu. Ludvik je bil predstavnik cesarja in vrhovni sodnik in je bil v tej vlogi tudi po tem, ko je koncil v Konstanci leta 1415 in na ukaz cesarja Sigismunda, odstavil protipapeža Janeza XXIII. v pripor, preden je bil odpeljan na grad Eichelsheim (danes Mannheim-Lindenhof).
Na obisku v Heidelbergu leta 1838, je francoski pisatelj Victor Hugo posebej užival v sprehodu med ruševinami gradu. Svojo zgodbi je povzel v naslednjem pismu:
| “ | Toda jaz bi govoril o gradu. (To je nujno, in bi moral dejansko začeti z njim.) Kolikokrat sem šel skozi! Dolgih petsto let je bil žrtev za vse, kar je pretresalo Evropo in zdaj se je zrušil pod svojo težo. To je zato, ker je bil to grad, rezidenca Pfalških grofov, ki so bili odgovorni samo kralju, cesarju in papežu, in so bili preveč pomembni, da bi uveljavljali svoje muhe, vendar niso mogli dvigniti glave, ne da bi prišli v konflikt z njimi, in da je zato, po mojem mnenju, grad Heidelberg vedno prevzemal neko pozicijo nasprotovanja proti moči. Okoli leta 1300, čas ustanovitve, se začne z tebansko analogijo; grof Rudolf in cesar Ludvik, ta degenerirana brata, imata svoja Eteollesa in Polinejka [vojskujoča sinova Ojdipa]. Potem volilni knez začne rasti na oblasti. Leta 1400 Pfalški Rupreht II., s tremi renskimi volilnimi knezi podprt, odstavi cesarja Venčeslava in se polasti prestola; 120 let kasneje, leta 1519, grof Friderik II. Pfalški ustvari novega kralja Karla I. Španskega, cesarja Karla V. | ” |

- Grad v zgodnjem 19. st., avtor Karl Philipp Fohr
- Romantična slika J. M. W. Turnerja.
- Plan gradu in obrambe, 1622.
- Tloris gradu, 1888.
- Heidelberški grad z Hortus Palatinus (vrtovi).

[[Image:View on the old Heidelberg.jpg|Panoramski pogled na Heidelberški grad 
 Zgodovinska jedkanica iz "Poti filozofov« (Philosophenweg) proti Altstadt. grad, Cerkev Svetega Duha in Stari most so vidni v ozadju.

### Reformacija in tridesetletna vojna
Bilo je v času vladavine Ludvika V., volilnega kneza Pfalškega (1508-1544), ko je Martin Luther prišel v Heidelberg zagovarjat eno svojih tez (Heidelberg Disputation je potekala v predavalnici Avguštinskega samostana 25. aprila, 1518) in plačal obisk gradu. Razkazal mu ga je Ludvikov brat Wolfgang, grof Pfalški in v pismu svojemu prijatelju Georgu Spalatinu opeval lepoto gradu in njegovo obrambo.
Leta 1619 protestantski upor zoper Svetega rimskega cesarja krono Češke ponudi Frideriku V., volilnemu knezu Pfalškemu, ki jo je sprejel kljub pomislekom in s tem sprožil izbruh tridesetletne vojne. V času tridesetletne vojne je bil grad prvič napaden z orožjem. To obdobje zaznamuje tudi konec gradnje gradu; stoletja, ki so sledila, so s seboj prinesla uničenje in obnovo.

### Uničenje
Po izgubi v bitki pri Beli gori 8. novembra 1620, je bil Friderik V. na begu kot odpadnik in je pustil svojo vojsko nezaščiteno pred generalom Tillyjem, vrhovnim poveljnikom cesarske vojske. Dne 26. avgust 1622 je Tilly začel svoj napad na Heidelberg in mesto 16. septembra zavzel in nekaj dni kasneje še grad.
Ko so Švedi 5. maja 1633 zasedli Heidelberg in streljali na grad v ozadju, je Tilly grad predal. Naslednje leto so cesarjevi vojaki poskušali pridobiti grad nazaj, a se to ni zgodilo do julija 1635. Ostal je v njihovi posesti, dokler ni bil podpisan Vestfalski mir, ki je končal tridesetletno vojno. Novi vladar, Karel Ludvik in njegova družina se niso premaknili v porušen grad do 7. oktober 1649.

### Devetletna vojna
Ludvik XIV. Francoski, po smrti Karla II., volilnega kneza Pfalza, zadnjega v liniji Pfalz-Simmern (Wittenbachi), zahteva predajo ozemlja v imenu vojvodinje Orléanske, Elizabete Charlotte, princese Pfalške, ki je trdila, je dedič ozemlja Wittenbachov. 29. septembra 1688 so francoske čete vkorakale v Pfalško preko Rena in 24. oktobra vkorakale v Heidelberg, ki ga je zapustil Filip Wilhelm, novi volilni knez iz linije Pfalz-Neuburg. V vojni proti zavezniškim evropskim silam, je francoski vojni svet odločil, da uniči vse utrdbe in pusti Pfalz v ruševinah (Brûlez le Palatinat!), da bi preprečili sovražnikov napad. Ko so se Francozi 2. marca 1689 umaknili iz gradu, so ga zažgali. Zgorel je tudi del mesta, toda milosti francoskega generala Rene de Froulay Tesseja, ki je naročil meščanom zakuriti majhne požare v svojih domovih za ustvarjanje dima in iluzije požara, se morajo zahvaliti, da je bilo preprečeno širše uničenje. 
Takoj po njegovem prihodu leta 1690, je Johann Wilhelm, volilni knez Pfalški, zidove in stolpe obnovil. Ko so leta 1691 in 1692 Francozi ponovno dosegli vrata Heidelberga, je bila mestna obramba tako dobra, da ga niso zavzeli. 18. maja 1693 so bili Francozi spet pri mestnih vratih in vkorakali 22. maja. Vendar pa niso dosegli nadzora nad gradom. Uničili so mesto z namenom, da bi oslabili glavno oporo gradu. Stanovalci gradu so kapitulirali naslednji dan. Zdaj so Francozi izkoristili priložnost in končali delo začeto leta 1689, po njihovem naglem odhodu iz mesta. Stolpe in zidove, ki so preživeli zadnji val uničenja, so razstrelili z minami.

### Prenos dvora v Meinnheim
Leta 1697 je bil podpisan sporazum v Ryswicku, ki je označil konec vojne Velikega zavezništva in končno pomiritev v mestu. Planirali so podreti grad in ponovno uporabiti dele za novo palačo v dolini. Ker so bile težave s tem načrtom prevelike, je bil grad nekoliko obnovljen. Hkrati pa se je Karel III. Filip, volilni knez Pfalški, igral z idejo popolne prenove gradu, a je projekt opustil zaradi pomanjkanja finančnih sredstev. Namestitil je svojega najljubšega dvornega norčka Perkea v Heidelberg, da pazi na grajsko vinsko zalogo. Perkeo je kasneje postal neuradna maskota mesta. Leta 1720 je prišel v konflikt z mestnimi protestanti, kar je imelo za posledico popolno predajo cerkve Svetega Duha katoličanom (ta je bila prej razdeljena s pregrado in sta jo uporabljali obe kongregaciji), katoliški Volilni knez pa je preselil svoj dvor v Mannheim in izgubil vse zanimanje za grad. Ko je 12. aprila 1720 Karel napovedal preselitev dvora in vseh upravnih organov v Mannheim, je želel, da »trava preraste vse ulice«.
Verski konflikt je bil verjetno le eden od razlogov za selitev v Mannheim. Sprememba staromodnega gradu na hribu v baročno palačo bi bila težka in draga. S premikom v dolino, je bil Volilni knez sposoben zgraditi novo palačo, Mannheimško palačo, ki je izpolnjevala vsako njegovo željo.
Naslednik Karla Filipa, Karl Teodor je načrtoval premakniti svoj dvor nazaj na grad v Heidelberg. Ker pa je 24. junija 1764 dvakrat zapored v Saalbau (dvorna stavba) udarila strela in je grad ponovno zajel ogenj, kar so šteli za znak z neba, so spremenili svoje načrte. Victor Hugo, ki je vzljubil ruševine gradu, je to videl tudi kot božansko znamenje.

### Po uničenju

#### Počasen razpad in romantično navdušenje
Leta 1777 je Karl Teodor postal vladar Bavarske znotraj Pfalškega in preseli svoj dvor iz Mannheima v München. Heidelberški grad izgine tudi iz njegovih misli in prostori, ki so še vedno imeli streho, prevzamejo obrtniki. Celo že leta 1767 je bila južna stena, kamen po kamen uporabljena za izgradnjo gradu Schwetzingen. V 1784, so oboki v krilu Ottoheinricha še obstajali, sicer pa se je grad uporabljal kot vir gradbenega materiala.
Po seriji nemških mediacij in sekularizacij med letoma 1795 in 1814, sta Heidelberg in Mannheim postala del dežele Baden. Karel Friderik, veliki vojvoda Badenski, je pozdravil svoje ozemlje, čeprav je bil grad Heidelberg neželen. Struktura je propadala in meščani so sami pomagali razgraditi kamen, les in železo iz gradu in ga uporabiti za gradnjo svojih hiš. Raznesli so tudi kipe in ornamente. Avgust von Kotzebue je v 1803 izrazil ogorčenje pri vladi Badna, da se podirajo ruševine. Na začetku devetnajstega stoletja je uničeni grad postal simbol za domoljubno gibanje proti Napoleonu.
Še pred letom 1800, so umetniki prišli občudovat reko, hribe in ruševine gradu kot idealen kompleks. Najboljše prizore je upodobil J.M.W. Turner, ki je med 1817 in 1844 večkrat ostal v Heidelbergu in slikal grad Heidelberg. Ne samo on, tudi njegovi kolegi romantični slikarji se niso le zanimali za upodobitve stavbe, ampak dali umetniški svobodi prosto pot. Na primer, Turnerjeve slike gradu kažejo, kot da leži precej višje na hribu, kot je bil v resnici.
Rešitelj gradu je bil francoski grof Charles de Graimberg. Boril se je v imenu vlade Baden, ki je videla grad kot »stare ruševine z množico lepih razpadlih ornamentov«, za ohranitev zgradbe. Do leta 1822, je služil kot prostovoljni grajski upravnik in je živel nekaj časa v delu Gläserner Saalbau, kjer je imel pregled nad dvoriščem. Precej pred začetkom zgodovinske zaščite v Nemčiji, je bil prvi človek, ki se je začel zanimati za ohranjanje in dokumentiranje gradu, kar se še nikoli ni zgodilo. Graimberg je prosil Thomasa A. Legerja, da je pripravil prvi grajski vodnik. S svojimi slikami gradu, od katerih so bile mnoge kopije ali reprodukcije, je Graimberg promoviral ruševine gradu v mnogih turističnih mestih.

#### Planiranje in obnova
Vprašanje, ali bi bilo treba grad v celoti obnoviti, je bilo obravnavano večkrat. Leta 1868 se je pesnik Wolfgang Müller von Königswinter zavzemal za popolno rekonstrukcijo, kar je povzročilo močno nasprotovanje v javnih razpravah in v tisku.
Leta 1883 je Veliko vojvodstvo Baden ustanovilo Grajsko terensko pisarno, z vodjo nadzora, direktorjem Josefom Durmom v Karlsruheju in okrožnima nadzornikoma Juliusom Kochom in arhitektom Fritzem Seitzerjem. Urad je izdelal podroben načrt za ohranjanje ali popravila glavne stavbe. Delo so zaključili leta 1890, ko je komisija strokovnjakov iz vse Nemčije odločila, da popolna ali delna obnova gradu ni mogoča, je pa mogoča ohranitev v njegovem trenutnem stanju. Treba bi bilo obnoviti le Friderikovo zgradbo, katere notranjost je bila poškodovana zaradi požara, ne pa uničena. Ta obnova je bila izvedena v letih 1897-1900 pod vodstvom Karla Schäferja za ogromnih 520.000 mark.

#### Ruševine gradu in turizem
Najstarejši opis Heidelberga iz 1465 omenja, da je mesto ",ki ga obiskujejo tujci", vendar to ni res postal turistična atrakcija do začetka 19. stoletja. Grof Graimberg je naredil slike gradu, ki so postale predhodnice razglednice. Hkrati je izdelal tudi skodelice s podobo gradu kot suvenir. Turizem je dobil velik zagon, ko je bil Heidelberg leta 1840 povezan z železniškim omrežjem.
Mark Twain, ameriški avtor, je opisal Heidelberški grad v svoji potniški knjigi iz leta 1880 A Tramp Abroad. }}
V 20. stoletju Američani širijo ugled Heidelberga izven Evrope. Tudi japonski turisti pogosto obiščejo Heidelberški grad med svojimi potovanji po Evropi. Heidelberg ima na začetku 21. stoletja, več kot tri milijone obiskovalcev na leto in približno 1.000.000 prenočitev. Največ tujih gostov prihaja bodisi iz ZDA ali na Japonske. Najbolj pomembna atrakcija, po anketah Geografskega inštituta Univerze v Heidelbergu, je grad s svojimi razglednimi terasami.

### Kronologija
Kronologija dogodkov v zgodovini gradu:
- 1225: Prva dokumentirana omemba kot castrum
- 1303: omemba dveh gradov.
- 1537: uničenje zgornjega gradu od strele.
- 1610: Ustanovitev grajskega vrta (Hortus Palatinus").
- 1622: Tilly osvoji mesto in grad v Tridesetletna vojna.
- 1649: obnova rastlin na gradu.
- 1688/1689: uničenje s strani francoskih vojakov.
- 1693: ponovno uničenje v Pfalški nasledstveni vojni.
- 1697: (začetek) rekonstrukcije.
- 1720: prenos stalnega prebivališča v Mannheim.
- 1742: (začetek) rekonstrukcije.
- 1764: uničenje zaradi udara strele.
- 1810: Charles de Graimberg se posveti ohranjanju razvalin gradu.
- 1860: prva grajska razsvetljava.
- 1883: ustanovitev Urada za obnovo gradov Baden.
- 1890: popis Juliusa Kocha in Fritza Seitza.
- 1900 (okoli): obnova in zgodovinski razvoj

## Zanimivosti

### Zunanje območje
Zunanje območje leži med glavnimi vrati, zgornjimi knežjimi Elisabetinimi vrati, grajskimi vrati in vhodom na vrt. Okoli leta 1800 so ga uporabljali za sušenje perila. Pozneje pa je bil uporabljen za pašo goveda, kokoši in gosi, ki so bili tukaj nastanjeni.

#### Glavna vrata
Pristop na dvorišče je čez kamniti most, preko delno izpolnjenega jarka. Glavna vrata so bila zgrajena leta 1528. Prvotna čuvajnica je bila uničena v vojni Velikega zavezništva in je bila nadomeščena leta 1718 z okroglimi obokanimi vhodnimi vrati. Vrata na levi strani glavnega vhoda se zapirajo z dvižnim mostom.

### Goethejeva spominska plošča
Leta 1961 je bila postavljena kamnita plošča na porušeni steni, ki je zamenjala starejšo ploščo. Napis na njej vsebuje verze Marianne von Willemer, ki odražajo zadnje srečanje z Johannom Wolfgangom Goethejem, napisane 28. avgusta 1824 ob Goethejevem 75. rojstnem dnevu.
Neposredno nasproti Goethejeve spominske plošče, stoji drevo ginko, od katerega list je dal Goethe Marianne von Willemer kot simbol prijateljstva. Pesem je bila kasneje objavljena kot Suleika v West-östlicher Diwan.
Pismo, ki vsebuje to pesem, v katero je Goethe vključil dva lista ginka si je mogoče ogledati v Goethe Museum v Düsseldorfu. Ginko je bil posajen leta 1795 in danes ne stoji več. Od leta 1928 je bil ginko v grajskem vrtu ponovno posajen in je nosil oznako, da je »isto drevo, ki je navdihnilo Goetheja, da ustvari svojo lepo pesem«. Drevo je verjetno še stalo leta 1936.

### Zgornji knežji vodnjak
Vodnjak je bil zgrajena v času vladavine kneza Karla Filipa. Na vratih k vodnjaku je njegov monogram z datumom 1738 izklesan v kamen. Na desni strani stopnišča k vodnjaku je naslednji napis:
[DlreCtione] ALeXanDro Blblena CVra et opera HenrICl Neeb Fons hIC PrInCIpaLIs reparat(Vs) PVrIor sCatVrlt
(Prevod: To delo je bilo opravljeno pod nadzorom Alessandra Gallija da Bibiena in Heinricha Neeba)
S tem vodnjakom in spodnjim knežjim vodnjakom so potrebe po vodi, za rezidenco kneza v Mannheimu, zadostovale do 19. stoletja.
Leta 1798 je Johann Andreas von Traitteur opozoril na vodni promet:
»Zaradi pomanjkanja dobrih, zdravih vodnjakov; kadar je bil dvor v Mannheimu, je bilo potrebno vodo dnevno prinesti z gore. Dobro je bilo znano, v kateri garaži je bil shranjen poseben vagon za vodo, ki je vsak dan odpeljal v Heidelberg in naložil vodo iz grajskih vodnjakov.«
Citat Hansa Weckesserja: Ljubljeni Vodni stolp. Zgodovina znamenitosti Mannheima
Kakovost vode v Mannheimu je bil tako slaba, da je zgornji razred družin dvora financiral prevoz vode iz Heidelberga v Mannheim. Knežje prebivališče so do leta 1777 naslavljali s Heidelberško vodno polnilo.